# 추발소
추발소(鄒勃素, ?~?)는 고구려의 관리이다.

## 생애
32년, 고구려의 대무신왕은 남의 재물과 처를 함부로 빼앗는 비류부장(沸流部長) 구도(仇都), 일구(逸苟), 분구(焚求) 3명을 파직하고 그를 후임 비류부장에 임명하였다. 추발소는 파직된 이 3세명에게 스스로 잘못을 뉘우치게 하고, 공을 인정받아 대무신왕으로부터 대실씨(大室氏)의 성을 하사받았다.